# Éric Vandenabeele
Éric Vandenabeele, né le 16 décembre 1991 à Calais, est un footballeur français. Il évolue aux Girondins de Bordeaux au poste de défenseur.

## Biographie
Natif de Calais, Éric Vandenabeele rejoint les équipes de jeunes du Calais RUFC en 1997 et il y reste neuf ans. En 2006, il rejoint un autre club du Pas-de-Calais : l'US Boulogne.
Le 18 mai 2012, il est pour la première fois sur la feuille de match d'un match professionnel lors de la réception de l'AS Monaco mais il ne rentre pas en jeu. Il fait ses débuts lors du premier tour de la Coupe de la Ligue, le 7 août 2012, face à Niort. Il porte ensuite pendant quatre saisons le maillot boulonnais avant de signer au Grenoble Foot 38 en 2016. Sous les ordres d'Olivier Guégan, il connaît deux accessions consécutives passant de la CFA à la Ligue 2. Lors de la saison 2019-20, ses prestations sont remarquées, il figure ainsi dans l'équipe-type France Football.
En fin de contrat avec Grenoble en juin 2020, il revient dans sa région natale en s'engageant avec le Valenciennes FC pour trois saisons. Il y retrouve Olivier Guégan, l'entraîneur avec lequel il avait connu deux montées d'affilée avec le Grenoble Foot 38. Il retrouve également Maxime Spano-Rahou avec qui il a formé la charnière centrale iséroise durant trois saisons.

## Statistiques
| Saison                | Club                   | Championnat           | Championnat | Championnat | Coupe nationale | Coupe nationale | Coupe de la Ligue | Coupe de la Ligue | Barrages | Barrages | Total | Total |
| Saison                | Club                   | Division              | M.          | B.          | M.              | B.              | M.                | B.                | M.       | B.       | M.    | B.    |
| 2012-2013             | US Boulogne            | National              | 16          | 0           | 1               | 0               | 1                 | 0                 | -        | -        | 18    | 0     |
| 2013-2014             | US Boulogne            | National              | 13          | 0           | 3               | 2               | -                 | -                 | -        | -        | 16    | 2     |
| 2014-2015             | US Boulogne            | National              | 22          | 1           | 7               | 0               | -                 | -                 | -        | -        | 29    | 1     |
| 2015-2016             | US Boulogne            | National              | 20          | 3           | 4               | 0               | -                 | -                 | -        | -        | 24    | 3     |
| Sous-total            | Sous-total             | Sous-total            | 71          | 4           | 15              | 2               | 1                 | 0                 | -        | -        | 87    | 6     |
| 2016-2017             | Grenoble Foot          | CFA                   | 24          | 0           | 6               | 0               | -                 | -                 | -        | -        | 30    | 0     |
| 2017-2018             | Grenoble Foot          | National              | 29          | 2           | 4               | 0               | -                 | -                 | 2        | 0        | 35    | 2     |
| 2018-2019             | Grenoble Foot          | Ligue 2               | 27          | 2           | 1               | 0               | 1                 | 0                 | -        | -        | 29    | 2     |
| 2019-2020             | Grenoble Foot          | Ligue 2               | 22          | 1           | 1               | 0               | 2                 | 0                 | -        | -        | 25    | 1     |
| Sous-total            | Sous-total             | Sous-total            | 102         | 5           | 12              | 0               | 3                 | 0                 | 2        | 0        | 119   | 5     |
| 2020-2021             | Valenciennes FC        | Ligue 2               | 21          | 2           | 2               | 0               | -                 | -                 | -        | -        | 23    | 2     |
| 2021-2022             | Valenciennes FC        | Ligue 2               | 2           | 0           | -               | -               | -                 | -                 | -        | -        | 2     | 0     |
| 2022                  | Valenciennes FC        | Ligue 2               | 4           | 0           | -               | -               | -                 | -                 | -        | -        | 4     | 0     |
| Sous-total            | Sous-total             | Sous-total            | 27          | 2           | 2               | 0               | -                 | -                 | -        | -        | 29    | 2     |
| 2022-2023             | Rodez Aveyron Football | Ligue 2               | 24          | 1           | 4               | 0               | -                 | -                 | -        | -        | 28    | 1     |
| 2023-2024             | Rodez Aveyron Football | Ligue 2               | 1           | 0           | -               | -               | -                 | -                 | -        | -        | 1     | 0     |
| 2024-2025             | Rodez Aveyron Football | Ligue 2               | 10          | 0           | -               | -               | -                 | -                 | -        | -        | 10    | 0     |
| Sous-total            | Sous-total             | Sous-total            | 35          | 1           | 4               | 0               | -                 | -                 | -        | -        | 39    | 1     |
| Total sur la carrière | Total sur la carrière  | Total sur la carrière | 235         | 12          | 33              | 2               | 4                 | 0                 | 2        | 0        | 274   | 14    |